# Esther Ferrer
Pour les articles homonymes, voir Ferrer.
Ferrer  Ruiz est un nom espagnol. Le premier nom de famille, en général paternel, est Ferrer ; le second, en général maternel, souvent omis, est Ruiz.
Esther Ferrer Ruiz, née en 1937 à Saint-Sébastien, est une artiste plasticienne et performeuse espagnole.
À partir des années 1970, elle se consacre également aux arts plastiques. Elle vit et travaille à Paris. Elle reçoit le Prix national d’Arts plastiques d'Espagne en 2008. C'est une figure majeure des cinquante dernières années.

## Biographie
D'origine basque, Esther Ferrer est née pendant la guerre civile espagnole, au Pays basque. Elle vit dans un milieu républicain. Vivant à Saint-Sébastien, elle passe souvent la frontière pour aller au cinéma, acheter des livres et des revues qu'elle lit dans les cafés. En raison de la dictature de Franco, elle ne peut pas les rapporter chez elle. Elle lit les journaux français pour savoir ce qui se passe en Espagne. Elle fait des études en sciences sociales. Elle travaille comme assistante sociale.
En 1962, elle rejoint sa sœur à Paris pour être fille au pair. En 1963, Esther Ferrer crée l'Atelier de Libre Expression avec l'artiste peintre José Antonio Sistiaga à Saint-Sébastien. Cet atelier pour les enfants est basé sur la méthode Freinet. Plus tard, elle est à l'origine de l'école expérimentale d'Elorrio.
Elle part à Madrid pour faire des études de philosophie, lettres et journalisme où elle commence à pratiquer la performance.
Après une tournée aux États-Unis en 1973, elle s'installe à Paris. Elle est la compagne du compositeur minimaliste franco-américain Tom Johnson.
Esther Ferrer est diplômée en Sciences Sociales et Journalisme. En 1975, dès la mort de Franco, elle commence à publier des articles sur des sujets culturels et d'actualité dans différents journaux et magazines espagnols, tels que El País, Ere, Lápiz, El Globo et Jano.
Depuis toujours, elle refuse de gagner de l'argent grâce à son travail artistique.

### Performeuse
Dès 1967, elle fait partie du groupe Zaj (en). Le groupe est fondé en 1964, à Madrid, par le compositeur canarien Juan Hidalgo, le compositeur canadien Walter Marchetti et Ramón Barce s'inspire de l'univers de John Cage et de la musique concrète. Le groupe d'art, de performance et de musique contemporaine Zaj s'est illustré par ses actions radicales et conceptuelles. Celles-ci ont été présentées en Espagne dans des salles de concerts destinées à la musique classique pour échapper à la censure du régime franquiste. Esther Ferrer accompagne le groupe jusqu'à sa dissolution en 1996.
De cette époque Esther Ferrer conserve une posture libertaire, un attachement à toute forme de liberté et une allergie à toute forme d'oppression.
La pièce Intimo y Personal réalisée la première fois en 1967, est une des plus anciennes performances. Esther Ferrer emploie son propre corps nu ou habillé et  un mètre de couturière. L'action consiste à  mesurer son corps ou celui de l'autre. Elle fait ensuite de cette performance plusieurs versions.
En 1968, le groupe Zaj est invité en Allemagne où Esther Ferrer rencontre Joseph Beuys et Wolf Vostell.
En 1972, elle rencontre John Cage aux Rencontres de Pampelune. En 1973, John Cage invite le groupe Zaj pour une tournée de New York à San Francisco.
En 1978, Tito Gotti, directeur de l'opéra de Bologne organise un événement avec  John Cage  Il treno.  Pendant  trois jours, un train part de la gare de Bologne. Ce train est préparé comme un piano. De nombreux artistes de différentes disciplines sont invités à imaginer une musique, une performance, une animation. Esther Ferrer, Wlalter Marchetti et Juan Hidalgo font partie de cette performance collective.
Le groupe Zaj est dissout en 1996.

### Performances/actions

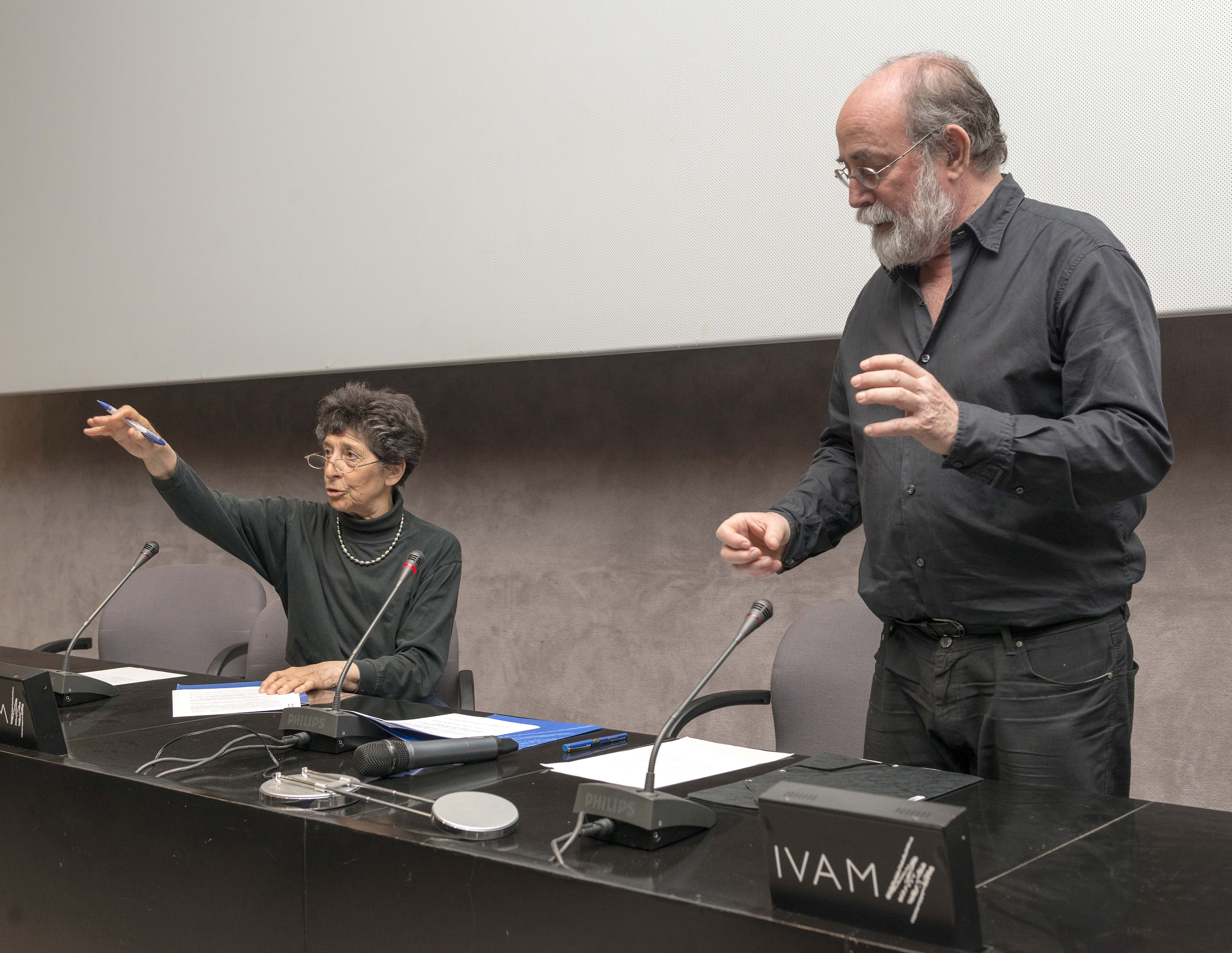
Esther Ferrer fait une performance avec Bartolomé Ferrando au IVAM, 2015.

Dans Las Cosas, Esther Ferrer fait tenir des objets du quotidien en équilibre sur sa tête. Elle emploie presque toujours du pain et un couteau.
Dans Parcourir un carré, Un espace à traverser, Performances à plusieurs vitesses, Performances à plusieurs hauteurs, il s'agit d'inventer des déplacements possibles dans un espace donné. Rythme, direction, vitesse, style de marches sont des paramètres.
Le chemin se fait en marchant fait référence à un poème d'Antonio Machado. Il s'agit de tracer un parcours en marchant sur une bande adhésive que la personne déroule au fur et à mesure. Cette performance a été réalisée à Ramallah en Palestine en 2011, à Toulouse, à Rennes.

### Autoportraits photographiques
Esther Ferrer utilise également son propre corps pour un travail photographique. Cela donne lieu à des autoportraits. Cependant, elle ne possède pas d'appareil photographique. Elle fait appel à un photographe. Elle travaille sur des photographies qu'elle découpe, recolle etc.
Dans l'autoportrait Desatasquen sus ideas como su fregadero, réalisé en 2003, Esther Ferrer parodie une image publicitaire. George W. Bush est président des États-Unis. Elle propose une méthode « pour déboucher vos idées aussi simplement que votre évier ». Elle se photographie avec une ventouse débouche-évier sur la tête.
Dans autoportrait dans le temps, elle utilise 8 autoportraits réalisés de 1981 à 2019, qu'elle découpe en deux et recompose. Elle propose une série faite de combinaisons. Ainsi le portrait 1994-1981 est composé de la partie droite du visage de 1994 accolée à la partie gauche du visage de 1981. Le portrait 1981-1994 propose l'inverse.
Pour autoportrait aléatoire, elle découpe en lamelle un portrait de 1971.
Dans son Europortrait de 2022, elle salue à sa manière la mise en circulation de l'euro par un autoportrait aux pièces, qu'elle vomit et dévore en même temps. Les pièces sont neuves, vulgaires, saturées, brillantes, comme l'appât du gain. Sous une apparence apparemment comique, elle rappelle par cette image que c'est bien l'humanité qui domine l'argent  : la force de vie est dans le corps de l'artiste, dans ses yeux, dans sa bouche qui dévore, croque et crache.
« Si je peux faire avec une seule chose, je le fais. Mais si je peux faire avec rien, avec seulement mon propre corps, c'est encore mieux.»

## Caractéristiques de son œuvre
Esther Ferrer privilégie « très tôt des interventions scéniques dans divers espaces ou dans la rue, et en constituant un répertoire photo-chronologique basé sur l’autoportrait et ses multiples déclinaisons. »
« Le travail d'Esther Ferrer peut être considéré comme un minimalisme très particulier qui intègre la rigueur, l'humeur, le détournement et l'absurde. » Ces performances intègrent souvent une part d'absurde et un refus à l'ordre établi.
Esther Ferrer pratique aussi bien l'installation que la performance. Celle-ci nécessite la présence du corps en mouvement. À l'aide de textes et de dessins qu'elle nomme partitions, Esther Ferrer définit ses performances et installations. Elle ne donne pas d'explications sur ses œuvres, chacun est libre d'y voir ce qu'il veut. Elle précise toutefois l'idée qui est à l'origine de l’œuvre. Quand la performance est politique, elle explique toujours l’œuvre de façon que sa protestation soit sans ambiguïté et comprise. Les actions d'Esther Ferrer s'adressent à l'intellect. Elle refuse de recourir à l'émotionnel.
Esther Ferrer développe son travail de plasticienne : objets, photos travaillées, tableaux basés sur la série des nombres premiers et installations. Son corps reste l'outil principal et le point de départ de son art de résistance à la mise en spectacle et de construction du sujet dans la recherche de son entière liberté.
Esther Ferrer, contemporaine de l'artiste catalane Eulàlia Grau, se revendique « féministe 24 heures sur 24 ». Dans les années 1970, le corps se fait politique. Gina Pane se mutile. Esther Ferrer choisit l'absurde : elle photographie son sexe recouvert de fil de cuivre de toutes les couleurs.

## Prix et distinctions
- 1999 : Esther Ferrer représente l'Espagne à la Biennale de Venise[14]
- 2008 : Premio Nacional de Artes Plásticas, Prix National des Arts Plastiques[15]
- 2012 : Prix Gure Artea[16].
- 2014 : Prix MAV (Femmes dans les Arts Visuels)[17]
- 2014 : Prix Marie Claire d'Art Contemporain
- 2014 : Prix Velázquez des Arts Plastiques[18]

## Expositions monographiques

### Années 1970
- 1974, Château de Nancelle, La Roche-Vineuse, FR

### Années 1980
- 1984, Fundacio Miro, Barcelone, ES
- 1985, Le poème des nombres premiers, Galeria Buades, Madrid, ES
- 1985, Appolohuis, Eindhoven, NL

### Années 1990
- 1991, Autoportrait, Galeria Aele, Madrid, ES
- 1992, Dans le cadre de l'art, Galerie Satellite, Paris, FR
- 1993, Objet contextualisé, Galerie Donguy, Paris, FR
- 1995, La série des séries, Galerie Donguy, Paris, FR
- 1996, Le poème des nombres premiers, Galerie Satellite, Paris, FR
- 1997, De la accion al objeto y viceversa, Koldo Mitxelena Kulturunea, Saint-Sébastien, ES
- 1998, De l'action à l'objet et vice versa, Centre d'art contemporain, Séville, ES
- 1999, Biennale de Venise, IT

### Années 2000
- 2000, Sur la photo, Galerie Donguy, Paris,FR
- 2000, Indisposition, Galerie Schuppenhauer, Cologne, DE
- 2001, Museum Contemporary of Art, Roskilde, DK
- 2002, Parcourir un carré, Lublin, PL
- 2005, Al ritmo del tiemp, Koldo Mitxelena Kulturunea, Saint-Sébastien, ES
- 2007, TRANSacciones, Museo Universitario de Cienca y Arte, MUCA Roma, Mexico, MX
- 2009, La part des anges, Casals Solleric, Palma de Majorque, ES

### Années 2010
- 2011, Esther Ferrer en cuatro movimientos, Centro Vasco de Arte Contemporaneo, Vitoria-Gasteiz, ES
- Du 11 janvier 2013 au 14 avril 2013, Le chemin se fait en marchant, FRAC Bretagne, Rennes,FR
- Du 15 février 2014 au 13 juillet 2014, elle présente au MAC/VAL Musée d’Art Contemporain de Val de Marne, Vitry-sur-Seine,FR l'exposition monographique Face B. Image / Autoportrait[19] : « L’exposition nous entraîne dans un maelström vertigineux : Qui regarde qui ? Qui se regarde regardant regarder ?… Regarde-moi/regarde-toi avec d’autres yeux dans le cadre de l’art », selon Frank Lamy, commissaire de l'exposition[20].
- Espaces entrelacés, musée Guggenheim, Bilbao, Espagne, 16 mars - 10 juin 2018[21],[22]

### Années 2020
Europortrait (2002), photographie, est exposée dans le cadre de l'exposition Les Choses. Une histoire de la nature morte au musée du Louvre du 12 octobre 2022 au 23 janvier 2023, parmi les œuvres de l'espace nommé « Accumulation, échange, marché, pillage ».